# Klotild
A Klotild női név germán eredetű. Elemeinek jelentése: dicsőséges, híres + harc.

## Rokon nevek
Tilla, Tilda

## Gyakorisága
Az 1990-es években szórványos név, a 2000-es években nem szerepel a 100 leggyakoribb női név között.

## Névnapok
- június 3.[2]

## Híres Klotildok
- Apponyi Albertné diplomata, politikus, társadalmi aktivista
- Mária Klotild francia királyi hercegnő